# Ranunculus glechomoides
Ranunculus glechomoides är en ranunkelväxtart som först beskrevs av Nils Hylander, och fick sitt nu gällande namn av S. Ericsson. Ranunculus glechomoides ingår i släktet ranunkler, och familjen ranunkelväxter. Inga underarter finns listade i Catalogue of Life.